# Eligiusz Piotrowski
Eligiusz Piotrowski, także Eligi Piotrowski (ur. 1788, zm. 1863) – polski prawnik i historyk.
Pochodził z Wołynia, był wychowankiem Liceum w Krzemieńcu. Pracował jako prezes wołyńskiej izby kryminalnej. Napisał: „Rzecz o patronach” (1817), „Summarjusz królewszczyzn w całej Koronie Polskiej z wyrażeniem possesorów i siła, która płaci rocznej kwarty: spisany roku 1770” (1861), „Dzieje Kijowszczyzny” (wyjątki opublikowano w pracy Biblioteka warszawska, Tom 3, 1863).